# Invalidovna (stacja metra)
Invalidovna – stacja linii B metra praskiego (odcinek II.B), położona w dzielnicy Karlín, w rejonie ulicy Sokolovskiej, niedaleko barokowego pałacu o tej samej nazwie.